# Conquer (album)
Conquer – szósty album studyjny grupy Soulfly, wydany 23 lipca 2008 nakładem Roadrunner Records. 
Nagrania albumu trwały na Florydzie, a producentem albumu był Tim Lau. Miksowanie wykonał Andy Sneap.
Płytę promowały teledyski do utworów "Innerspirit (live)" w reżyserii Tomasza Dziubińskiego oraz "Unleash" w reżyserii Roberta Sextona.
Treści płyty oscylują wokół takich tematów jak: wojna, nienawiść, zło, cierpienie. Max Cavalera chciał przedstawić ciemną stronę ludzkości, jej mentalności i zachowań społecznych, która jest silnie widoczna w tekstach Conquer.

## Lista utworów
1. "Blood Fire War Hate" – 4:59
2. "Unleash" – 5:10
3. "Paranoia" – 5:31
4. "Warmageddon" – 5:22
5. "Enemy Ghost" – 3:02
6. "Rough" – 3:27
7. "Fall Of The Sycophants" – 5:09
8. "Doom" – 4:58
9. "For Those About To Rot" – 6:47
10. "Touching The Void" – 7:25
11. "Soulfly VI" (instrumentalny) – 5:20

Edycja specjalna
12. "Mypath" – 4:43
13. "Sailing On" (cover Bad Brains) – 4:41
14. "The Beautiful People" (cover Marilyn Manson) – 4:23

### Bonus DVD
Live in Warsaw, Poland
1. "Prophecy"
2. "Downstroy"
3. "Seek 'N' Strike"
4. "No Hope = No Fear"
5. "Jumpadfuckup/Bring It"
6. "Living Sacrifice"
7. "Mars"
8. "Brasil"
9. "No"
10. "L.O.T.M."
11. "Porrada"
12. "Drums"
13. "Moses"
14. "Frontlines"
15. "Back To The Primitive"
16. "Eye For An Eye"

Zapis koncertu zarejestrowanego w Warszawie (Polska) 13 lipca 2005.

## Twórcy
Skład zespołu
- Max Cavalera – gitara elektryczna, śpiew
- Marc Rizzo – gitara elektryczna
- Joe Nunez – perkusja
- Bobby Burns – gitara basowa

Inni
- David Vincent (Morbid Angel) – śpiew w utworze "Blood Fire War Hate"
- Dave Peters (Throwdown) – śpiew w utworze "Unleash"
- Fedayi Pacha – duduk, perkusja w utworze "Touching the Void", dub outro w utworze "For Those About To Rot"
- Jean-Pol Dub – didgeridoo w utworze "Touching the Void"